# Karl Kühling
Karl Kühling (* 25. Juni 1899 in Osnabrück; † 21. April 1985) war ein deutscher Zeitungsreporter, Autor und Lokalpolitiker. Für sein Engagement zur Aufarbeitung der Geschichte der Stadt Osnabrück erhielt er 1984 die Ehrenbürgerwürde der Stadt.

## Leben
Sein Vater Wilhelm Kühling war Kaufmann und in den 1920er Jahren am Handelsgericht tätig. Zudem war Wilhelm Kühling von 1920 bis 1952 Vorsteher der Heger Laischaft.
Karl Kühling besuchte das Ratsgymnasium, machte 1917 Notabitur und wurde in den letzten beiden Jahren des Ersten Weltkriegs Soldat an der Westfront. Nach dem Krieg war er zunächst Kaufmann und wechselte dann 1925 zur Sportberichterstattung des Osnabrücker Tageblatts. Später erarbeitete er Theater-Rezensionen, woraus die Übernahme der Gesamtredaktion des Feuilletonteils der Zeitung erwuchs.
Schon am 28. August 1939 zog er als Soldat in der Infanterie-Regiment 37 der 6. Infanterie-Division an die Westfront. Hier war er in einer Funkbrigade tätig.
Nach dem Zweiten Weltkrieg wurde er 1945 von der britischen Militärregierung in den Bürgerausschuss berufen und war ab 1946/47 Ratsmitglied als Vorsitzender der CDU-Fraktion. 1949 kehrte er wieder in seine alten Tätigkeiten beim Osnabrücker Tageblatt als Feuilleton-Redakteur und Theaterrezensent zurück. 1960 wechselte er zur Neuen Tagespost, für die er bis 1967 arbeitete. Im Rat der Stadt war er von 1970 bis 1972 Fraktionsvorsitzender der CDU.
Er war zudem Wort- und Buchhalter der Heger Laischaft. Hier war er federführend bei den Verhandlungen zum Tausch von Flächen der Laischaft, die für die Erstellung des Rubbenbruchsees benötigt worden sind. So wurde aus Dankbarkeit der Rundweg (Karl-Kühling-Weg) um den Rubbenbruchsee nach ihm benannt. 1960 wechselte er in die Redaktion der Neuen Tagespost. Sein Nachlass wurde dem Staatsarchiv Osnabrück überlassen.

## Ehrungen
- 1965 wurde er als Karl II. Osnabrücker Grünkohlkönig.[7]
- Am 3. Januar 1966 wurde er mit der Justus-Möser-Medaille ausgezeichnet.[8]
- Die Ehrenbürgerwürde der Stadt erhielt er am 5. Juni 1984 wegen der Verdienste zur Aufarbeitung von Vergangenheit und Gegenwart der Stadt Osnabrück, um sie im Geschichtsbewusstsein der Bürger wachzuhalten.[9]
- Die Stadt Osnabrück benannte den Karl-Kühling-Weg im Stadtteil Atter nach ihm.

## Schriften
- Theater in Osnabrück – im Wandel der Jahrhunderte Osnabrück 1959
- Beim Osnabrücker Bier, Verlag A. Fromm Osnabrück, 1960
- 100 Jahre Gebrüder Echterhoff, 1960
- 200 Jahre Entwicklung des Geschäftshauses Rudolph Richter Osnabrück 1761, 1961
- Laischaften und Schnatgang, 1961
- Osnabrück 1925–1933. Von der Republik bis zum Dritten Reich. Osnabrück 1963
- Osnabrück 1933–1945. Stadt im Dritten Reich. Osnabrück 1964
- Heimatdorf Wersen : Brücke von Tecklenburg Land zur Stadt Osnabrück., A. Fromm, 1966
- 100 Jahre Heinrich Boes Osnabrück, 1966
- 75 Jahre Carl Schäffer, 1966
- Die Juden in Osnabrück. Osnabrück 1969
- Osnabrück : Altstadt um die Jahrhundertwende ; Erinnerungen und Erlebnisberichte, 1969, ISBN 3-87898-026-4
- Reinhold Tiling, Pionier der Raketentechnik, 1970
- 75 Jahre G Deppen Söhne Osnabrück, 1970
- ... und gelacht haben sie auch : Geschichten von Originalen, Schalken und Schelmen aus dem alten Osnabrück, 1971
- Olle Use – vom Osnabrücker Laischaftswesen und anderen Dingen. Verlag H. Th. Wenner, Osnabrück 1975, ISBN 3-87898-093-0.
- Plattdeutsches Osnabrücker Lesebuch / hrsg. von Karl Kühling. - 2. Aufl. - Osnabrück : Wenner, 1974. - 96 S.
- Osnabrück um 1900. Stadtbild im Zeitwandel. Osnabrück 1976
- ... aber Hilfe schafft euch selber : am Anfang standen Osnabrücker Bürger, Karl Kühling. - Osnabrück : Wenner, 1980, ISBN 3-87898-220-8
- Kastor und Pollux, Wenner, 1985, ISBN 3-87898-296-8